# Abbazia di Marmoutier
L'abbazia di Marmoutier (anche Monasterium maius) è un antico monastero che sorge appena fuori dalla città di Tours, sulla sponda opposta della Loira, nel dipartimento francese dell'Indre e Loira.
Appartenne in origine all'ordine benedettino ed aveva numerose dipendenze.

## Storia e descrizione

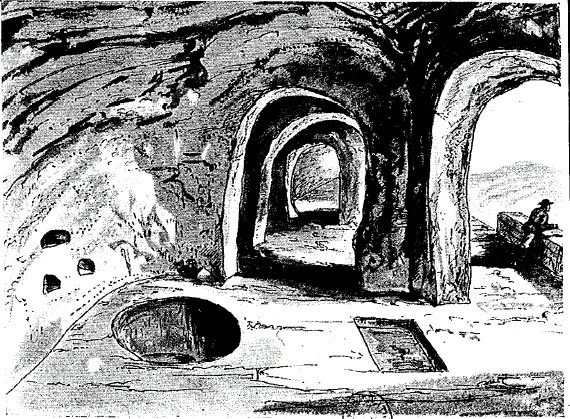
Battistero

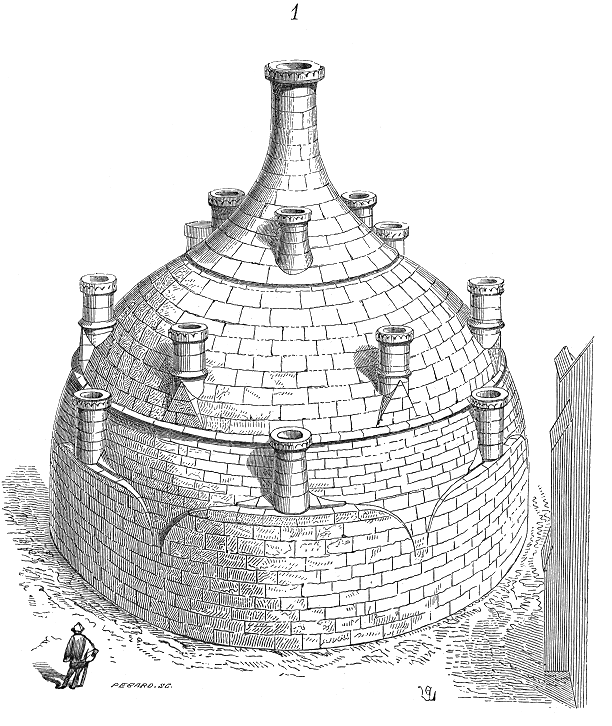
Cucina chiamata culina antiqua

L'abbazia venne fondata da san Martino di Tours nel 372 circa, dopo che era divenuto vescovo della città nel 371. Il nome originale, in latino, Majus Monasterium (con il significato di "monastero maggiore"), dato per la prima volta da Gregorio, vescovo di Tours (573-594) e storico, ha dato origine all'attuale toponimo di Marmoutier.
Nell'852 venne saccheggiata dal vichingo Hasting.
L'abbazia venne soppressa nel 1799 durante la rivoluzione francese, ed alcune sue parti vennero demolite. Attualmente la struttura contiene una scuola privata gestita dalle dame del Sacro Cuore. Scavi archeologici si svolgono dal 2004 nelle vestigia dell'antica chiesa abbaziale.
Delle parti rimaste sono classificate Monumento storico di Francia:
- il portale, dal 1929
- vestigia abbaziali, dal 1983
- altre vestigia, dal 1994

## Elenco degli abati
- 372-400: san Martino di Tours
- 400-4?? : Aicardo
- 4??-??? : Guildemand
- ???-??? : Pérégrin
- ???-??? : Andemand
- ???-??? : Dominique
- ???-??? : Hildemar
- ???-??? : Mainfroid
- ???-??? : Déodat
- ???-??? : Ulgin
- ???-??? : Hildric
- ???-??? : Martino II
- ???-??? : Godon
- ???-??? : Latinus
- ???-??? : Gymon
- ???-??? : Fandille
- ???-??? : Bonifacio
- ???-??? : Eustachio
- ???-??? : Froterius
- ???-??? : Guichard
- ???-??? : Genesio
- ???-??? : Volusiano
- ???-??? : Antimo
- ???-??? : Rigisnaire
- ???-??? : Desiderio
- ???-??? : Principius
- ???-??? : Pietro I
- ???-??? : Felice
- ???-??? : Baudelus
- ???-??? : Clemente
- ???-640: Thibaud
- 640-??? : Bernon
- ???-??? : Pietro II
- ???-??? : Aigulphe
- ???-??? : Franeilion
- ???-??? : Ananius
- ???-??? : Giovanni Ie
- ???-??? : Daniel
- ???-??? : Isambert
- 752-757: Hamticus
- 757-??? : Roberto I
- ???-??? : Alexandre I
- ???-??? : Berthaire
- ???-??? : Gardegisile
- ???-??? : Raoul
- ???-??? : Michel
- ???-??? : Ismarus
- ???-??? : Romano
- ???-??? : Gandescalcus
- ???-??? : Bartolomeo
- ???-??? : Leone
- ???-??? : Betarius
- ???-??? : Leoderarius
- ???-??? : Agilus
- ???-??? : Giona
- ???-??? : Anfrisius
- ???-??? : Siomirus
- ???-814: Baydulus
- 814-834: Geremia
- 834-842: Théoton
- 842-843: Adalard
- 843-846: Renaud
- 846-851: Vivien
- 851-853: Roberto il Forte, conte di Parigi
- 853-860: Héberne

- 860-862: Luigi I
- 862-864: Uberto
- 864-866: Engelvuin
- 866-867: Roberto il Forte, conte di Parigi (per la seconda volta)
- 867-868: Ugo I
- 868-888: Ugo II
- 888-923: Roberto III
- 923-956: Ugo il Grande, conte di Parigi
- 956-982: Ugo Capeto, re di Francia
- 982-986: san Maiolo
- 986-991: Gilbert
- 991-1000: Bernerius
- 1000-1007: Garisbert
- 1007-10?? : Sicbard
- 10??-1015: Richard
- 1015-1032: Evrard
- 1032-1063: Albert
- 1063-1084: beato Bartolomeo di Tours (vescovo di Tours;[3])
- 1084-1100: Bernardo di Saint-Venant
- 1100-1104: Hildogus
- 1104-1124: Guglielmo di Combourg
- 1124-1137: Eudes I
- 1137-1155: Garnier
- 1155-1163: Roberto IV Méguier
- 1163-1176: Roberto V di Blois
- 1176-1177: Pietro III di Guascogna
- 1177-1187: venerabile Hervé di Villepreux
- 1187-1210: Goffredo I di Coursol
- 1210-1227: Ugo V di Rochecorbon
- 1227-1229: Goffredo II
- 1229-1232: Guérin
- 1232-1236: Ugo VI
- 1236-1262: Goffredo III di Conam
- 1262-1283: Stefano di Vernou
- 1283-1296: Roberto VI di Fiandra
- 1296-1312: Eudes II di Bracéoles
- 1312-1330: Giovanni II di Mauléon
- 1330-1352: Simon Le Maye
- 1352-1363: Pietro V du Puis
- 1363-1376: Géraud I du Puis
- 1376-1389: Géraud II Paute
- 1389-1412: Elia d'Angoulême
- 1412-1427: Guy I de Lur
- 1427-1453: Pietro VII Marquez di La Bédovère
- 1453-1458: Guy II Vigier, il Vecchio
- 1458-1498: Guy III Vigier, il Giovane
- 1498-1505: Luigi II Pot
- 1505-1512: Francesco I Sforza di Milano
- 1512-1537: Matthieu Gaultier
- 1537-1539: Philippe Hurault di Cheverny
- 1539-1550: cardinale Giovanni III di Lorena
- 1550-1563: cardinale Carlo I di Lorena
- 1563-1583: Giovanni IV de La Rochefoucauld
- 1583-1584: Giacomo d'Avrili
- 1584-1604: cardinale François II di Joyeuse
- 1604-1610: Carlo II di Borbone
- 1610-1617: Sebastiano Dori-Galigaï[4]
- 1617-1629: Alessandro II di Bourbon-Vendôme[5]
- 1629-1629: cardinal Pietro VIII de Bérulle
- 1629-1642: cardinale Richelieu
- 1642-1652: Amador-Giovanni-Baptiste de Vignerot du Plessis de Richelieu
- 1652-1665: Emmanuel de Vignerot du Plessis de Richelieu
- 1665-1721: Gian-Paolo de Lionne
- 1721-1737: Luigi III di Borbone-Condé, conte di Clermont

## Elenco dei Gran Priori
- 1737-1739: Bonaventura Aubert
- 1739-1742: Renato I Juniéri
- 1742-1745: Giovanni Battista Floyrac
- 1745-1751: Giovanni V Murault
- 1751-1754: Tommaso Arnault-Lapie
- 1754-1757: Mathurin Le Fresne
- 1757-1763: Renato II Giovanni Rouand
- 1763-1766: Renato III Even
- 1766-1772: Renato IV Desmares
- 1772-1778: Anne-Joseph Géffroy de Villebranche (1)
- 1778-1783: Antonio Quinquet
- 1783-1788: Anne-Joseph Géffroy de Villebranche (per la seconda volta)
- 1788-1789: Francesco-Saverio Estin